# Christian Bandurski

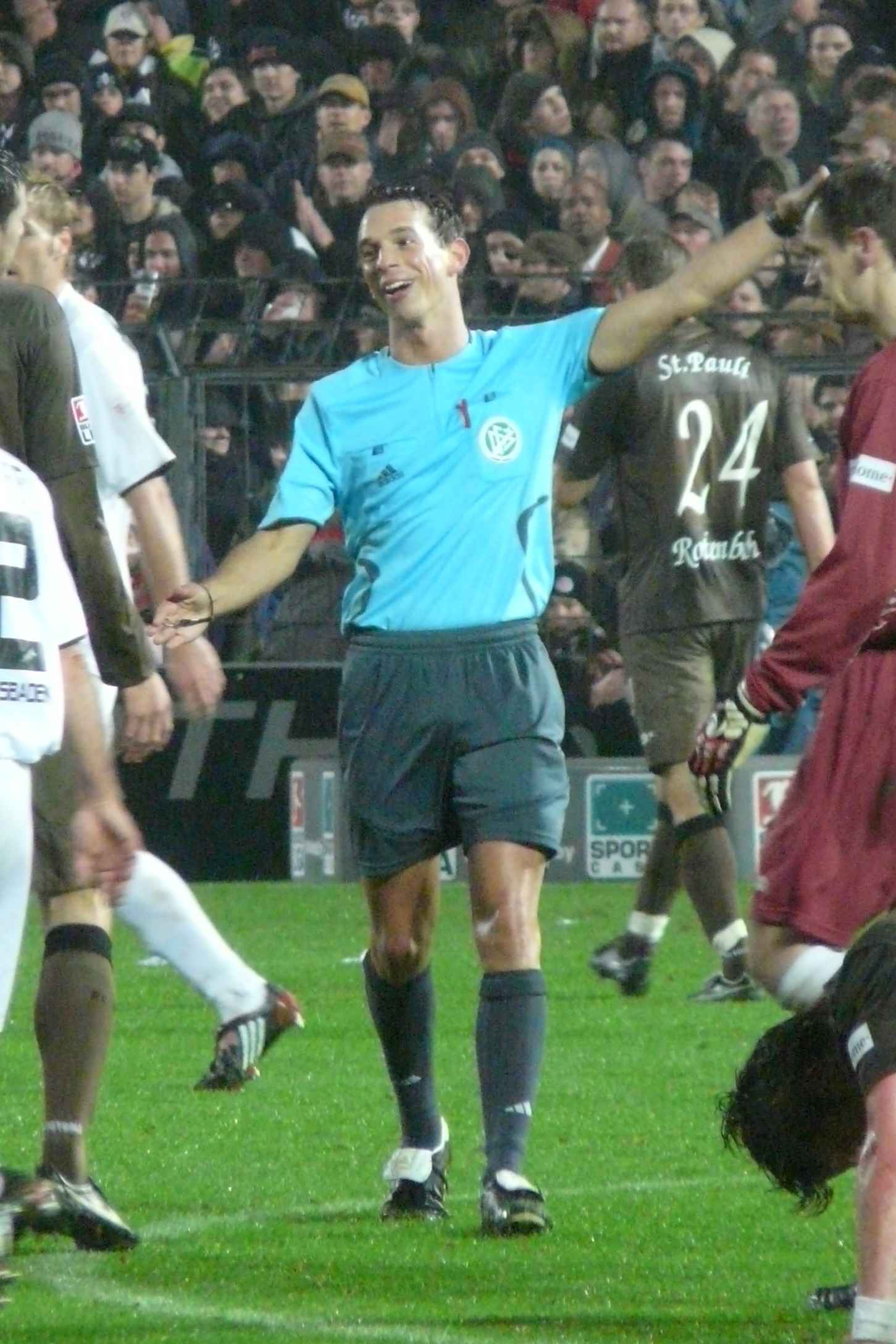
Christian Bandurski 2008

Christian Bandurski (* 22. Dezember 1982 in Essen) ist ein deutscher Fußballschiedsrichter. Er gehört dem Kreis Essen, im Fußballverband Niederrhein an.

## Privat
Bandurski ist Chemielaborant und lebt seit 2009 nicht mehr in Essen, sondern in Oberhausen, gehört aber weiterhin der Essener Schiedsrichtervereinigung an.

## Sportlicher Werdegang
Bandurski legte im Jahr 1998 im Kreis 12 (Essen Süd/Ost) des Fußballverbandes Niederrhein die Schiedsrichterprüfung ab. Er pfeift für den SV Teutonia Überruhr.
Seit 2005 ist er DFB-Schiedsrichter.
Nachdem er in der Saison 2006/07 ein Jahr in der Regionalliga pfiff, wurde er im Sommer 2007 Schiedsrichter im Profibereich. Seit Beginn der Saison 2007/2008 leitet er Spiele in der 2. Bundesliga.
Insgesamt pfiff Bandurski bis zum Ende der Saison 2009/10 23 Spiele der 2. Bundesliga, in denen er 95 gelbe und 3 gelb/rote Karten verteilte. Zusätzlich leitete der 3 DFB-Pokalspiele und 5 Spiele der 3. Liga.
In der Winterpause 2007/2008 wurde er auf die Schiedsrichter-Assistenten-Liste der 1. Bundesliga gesetzt. Bandurski steht somit seit Februar 2008 in der Bundesliga an der Linie. Er kam seitdem bis zum Ende der Saison 2009/10 auf 31 Assistenten-Einsätze in der höchsten deutschen Spielklasse.
Auch im internationalen Fußball konnte Bandurski erste Erfahrungen sammeln. Am 13. Oktober 2009 kam er als Schiedsrichter-Assistent beim Qualifikationsspiel zur U21-Europameisterschaft an der Seite von Thorsten Kinhöfer zum Einsatz.

## Besonderes
Bandurski pfiff am 25. Juli 2009 das Spiel der „McFit Allstars“ um Comedian Oliver Pocher gegen den FC Bayern München in der Arena auf Schalke, das der Aktion „Ein Herz für Kinder“ zugutekam. Der FC Bayern gewann dieses Spiel mit 13:0.
Am 4. Juli 2009 leitete er das Benefizspiel zugunsten eines Projektes für sozial schwache Essener Kinder. Es spielte eine Essener Amateurauswahl gegen den Regionalligisten Rot-Weiss Essen.